# Poeti e musicisti dell'800/'900
Classiche Napoletane - Volume 3 (sottotitolo: Giulietta Sacco canta poeti e musicisti dell'800/900 napoletano) è un album della cantante italiana Giulietta Sacco, pubblicato nel 1972.

## Tracce

### Lato A
01- Dicitincello vuie (E. Fusco (Sergio) - R. Falco) Ed. Canzonetta

02- Napule bello (P. Cinquegrana - De Gregorio) Ed. Bideri

03- 'A tazza 'e café (C.Capaldo - V. Fassone) Ed. Canzonetta

04- Presentimento (E. A. Mario) Ed. Nazionale

05-Rusella 'e maggio (Trusiano - Cannio) Ed. Epifani

06- Silenzio cantatore (L. Bovio - E. Lama) Ed. Canzonetta

### Lato B
01- Torna (P. Vento - N. Valente) Ed. Bixio

02- 'A casa d'e rrose (S. Baratta - N. Valente) Ed. Bixio

03- 'O paese d'o sole (L. Bovio - V. D'Annibale) Ed. S. Lucia

04- Napule e Surriento (E. Murolo - E. Tagliaferri) Ed. Bideri

05- 'Na sera 'e maggio (G. Pisano - G. Cioffi) Ed. Canzonetta

06- Che t'aggia di' (Della Gatta - E. Nardella) Ed. Curci

## Crediti
Hello Records ZSEL 55412

Dir. e Arr.: Tonino Esposito

Fonico: Angelo dalla Fiora

Realizzazione: Studio SAITTO

Dir. Artistica: Luciano Rondinella

Prod. ED. MUS. RONDINELLA s.r.l. 80132 Napoli - via C. De Cesare, 64
N.B.: I dati di cui sopra sono stati fedelmente ripresi dalla copertina originale del disco.